# Cecidothyris
Cecidothyris är ett släkte av fjärilar. Cecidothyris ingår i familjen Thyrididae.
Kladogram enligt Catalogue of Life:
| Cecidothyris | \| \| Cecidothyris affinia \| \| \| \| \| \| Cecidothyris chrysotherma \| \| \| \| \| \| Cecidothyris guttulata \| \| \| \| \| \| Cecidothyris longicorpa \| \| \| \| \| \| Cecidothyris orbiferalis \| \| \| \| \| \| Cecidothyris parobifera \| \| \| \| \| \| Cecidothyris pexa \| \| \| \| \| \| Cecidothyris tyrannica \| \| \| \| |
|              | \| \| Cecidothyris affinia \| \| \| \| \| \| Cecidothyris chrysotherma \| \| \| \| \| \| Cecidothyris guttulata \| \| \| \| \| \| Cecidothyris longicorpa \| \| \| \| \| \| Cecidothyris orbiferalis \| \| \| \| \| \| Cecidothyris parobifera \| \| \| \| \| \| Cecidothyris pexa \| \| \| \| \| \| Cecidothyris tyrannica \| \| \| \| |
|              | Cecidothyris affinia |
|              | |
|              | Cecidothyris chrysotherma |
|              | |
|              | Cecidothyris guttulata |
|              | |
|              | Cecidothyris longicorpa |
|              | |
|              | Cecidothyris orbiferalis |
|              | |
|              | Cecidothyris parobifera |
|              | |
|              | Cecidothyris pexa |
|              | |
|              | Cecidothyris tyrannica |
|              | |